# 더블 스포일러 ~ 동방문화첩
《더블 스포일러 ~ 동방문화첩》(일본어: ダブルスポイラー ～ 東方文花帖)은 동방 프로젝트의 두번째 외전 작품이자, 상하이 앨리스 환악단이 제작한 게임이다.

## 각 레벨별 스펠 카드

### LEVEL 1
레벨 1은 1-1부터 1-6까지 있다.
1-1: 아키 미노리코- 통상탄막 1
1-2: 아키 미노리코- 통상탄막 2
1-3: 아키 시즈하- 추부「폴링 블래스트」
1-4: 아키 미노리코- 실부「웜 칼라 하베스터」
1-5: 아키 시즈하- 고도「로스트 윈드로우」
1-6: 아키 미노리코- 소우「스위트 포테이토 룸」

### LEVEL 2
레벨 2도 2-1부터 2-6까지 있다.
2-1: 미즈하시 파르시- 통상탄막
2-2: 카기야마 히나- 통상탄막
2-3: 미즈하시 파르시- 질투「젤러시 봄버」
2-4: 카기야마 히나- 액야「미소기강의 기적」
2-5: 미즈하시 파르시- 원한염법「적원 되갚기」
2-6: 카기야마 히나- 재화「저주의 히나인형」